# Dicliptera hazenii
Dicliptera hazenii är en akantusväxtart som beskrevs av Emery Clarence Leonard. Dicliptera hazenii ingår i släktet Dicliptera och familjen akantusväxter. Inga underarter finns listade i Catalogue of Life.